# Внуково (станція)
Внуково — станція Київського напрямку та маршруту  МЦД-4 Московської залізниці у місті Москва. Входить до складу Московсько-Смоленського центру організації роботи залізничних станцій ДЦС-3 Московської дирекції управління рухом. За характером основної роботи є проміжною, за обсягом виконуваної роботи віднесена до 3-го класу.
Перша станція на даному напрямку на території Нової Москви.
Розташована у Новомосковському адміністративному окрузі за 24 км на південний захід від Москва-Пасажирська-Київська. Час руху електропотягом від Москва-Пасажирська-Київська — 30-35 хвилин. На південь знаходиться Робітниче селище № 1, зупинка автобусів в сторону аеропорту Внуково. За півкілометра на північ — Мінське шосе з зупинкою автобусів і місто Одинцово.
Станція є залізничним вузлом, на якому здійснюється формування вантажних складів. До електрифікації лінії була кінцевою станцією для деяких маршрутів приміських потягів.
На станції 5 колій, посередині яких знаходиться єдина пасажирська платформа з касою і залом очікування.
На захід знаходиться автомобільний переїзд і лінія до під'їзних колій Південної Промзони м Одинцово, спочатку представляла собою сполучну лінію (без пасажирського сполучення) зі Смоленським напрямком МЗ. (Залишки насипу для залізничного полотна кінцевої частини цієї лінії збереглися на захід від пл. Відрадне).
У станційному будинку розташовується диспетчерська служба.